# Racomitrium crispulum
Espèce
Racomitrium crispulum est une espèce de plantes du genre Racomitrium et de la famille des Grimmiaceae.